# Уайтхолл (Монтана)
Уайтхолл (англ. Whitehall) — город в округе  Джефферсон  в штате Монтана США. Население по переписи 2020 года составляло 1006 человек. Он является частью Метрополитенского статистического ареала Хелены.

## История
Уайтхолл начинался как железнодорожное депо, созданное на Северо-Тихоокеанской и Монтаны железной дороге 25 сентября 1889 года. Название депо было дано Э. Г. Бруком, который был вдохновлен похожим городом, в котором он останавливался в Иллинойсе, направляясь на запад. 3 сентября 1890 года комиссары округа Джефферсон подали заявку на создание городского участка Уайтхолла.

## Демография

### Перепись 2010 года
По данным переписи 2010 года, в городе жили 1038 человек, было 473 домохозяйства и 283 семьи. Плотность населения составляла 1549,3 жителей на квадратную милю (598,2/км²). Было 538 единиц жилья со средней плотностью 803,0 на квадратную милю (310,0/км²). Расовый состав города был следующим: 94,0% белых, 0,2% афроамериканцев, 1,7% коренных американцев, 0,5% азиатов, 0,1% представителей других рас и 3,5% представителей двух или более рас. Испаноязычные или латиноамериканцы любой расы составляли 2,0% населения.

### Перепись 2000 года
По данным переписи 2000 года, в городе жили 1044 человека, были 450 домохозяйств и 297 семей. Плотность населения составляла 1527,3 жителей на квадратную милю (589,7/км²). Было 507 единиц жилья со средней плотностью 741,7 на квадратную милю (286,4/км²). Расовый состав города был следующим: 94,54% белых, 2,49% коренных американцев, 0,29% азиатов, 0,10% жителей островов Тихого океана, 0,10% представителей других рас и 2,49% представителей двух или более рас. Испаноязычные или латиноамериканцы любой расы составляли 1,72% населения.